# (155218) 2005 VL7
A (155218) 2005 VL7 a Naprendszer kisbolygóövében található aszteroida. A LINEAR program keretében fedezték fel 2005. november 13-án.